# Liste der Bodendenkmale in Petershagen/Eggersdorf
In der Liste der Bodendenkmale in Petershagen/Eggersdorf sind alle Bodendenkmale der brandenburgischen Gemeinde Petershagen/Eggersdorf und ihrer Ortsteile aufgelistet. Grundlage ist die Veröffentlichung der Landesdenkmalliste mit dem Stand vom 31. Dezember 2020.
Die Baudenkmale sind in der Liste der Baudenkmale in Petershagen/Eggersdorf aufgeführt.

## Bodendenkmale
| Gemarkung                       | Flur    | Kurzansprache                                                                                          | Bodendenkmalnummer | Bemerkung | Bild |
| ------------------------------- | ------- | --- | ------------------ | --------- | ---- |
| Petershagen ()                  | 1       | Siedlung Bronzezeit                                                                                    | 60242              |           |      |
| Petershagen ()                  | 2       | Dorfkern deutsches Mittelalter, Dorfkern Neuzeit, Siedlung Bronzezeit, Siedlung slawisches Mittelalter | 60425              |           |      |
| Petershagen ()                  | 2       | Schanze Neuzeit, Siedlung Bronzezeit                                                                   | 60426              |           |      |
| Petershagen, Treplin ()         | 3, 4    | Siedlung slawisches Mittelalter, Siedlung Eisenzeit, Siedlung Bronzezeit                               | 60521              |           |      |
| Petershagen (Lage)              | 1       | Gräberfeld Bronzezeit                                                                                  | 60783              |           |      |
| Petershagen (Lage)              | 2       | Siedlung Neolithikum                                                                                   | 60784              |           |      |
| Petershagen (Lage)              | 1       | Siedlung slawisches Mittelalter                                                                        | 60786              |           |      |
| Petershagen (Lage)              | 4       | Siedlung römische Kaiserzeit                                                                           | 60787              |           |      |
| Petershagen (Lage)              | 4       | Siedlung römische Kaiserzeit, Siedlung Ur- und Frühgeschichte                                          | 60788              |           |      |
| Petershagen (Lage)              | 2       | Siedlung Steinzeit                                                                                     | 60789              |           |      |
| Fredersdorf, Petershagen (Lage) | 3, 2, 4 | Dorfkern deutsches Mittelalter, Siedlung Bronzezeit, Siedlung Eisenzeit, Dorfkern Neuzeit              | 60790              |           |      |
| Bruchmühle, Petershagen (Lage)  | 2, 1    | Mühle deutsches Mittelalter                                                                            | 60785              |           |      |
| Petershagen, Treplin ()         | 3, 4    | Siedlung slawisches Mittelalter, Siedlung Eisenzeit, Siedlung Bronzezeit                               | 60521              |           |      |
| Petershagen ()                  | 1, 2    | Siedlung Eisenzeit                                                                                     | 60875              |           |      |